# 沃邦莊園

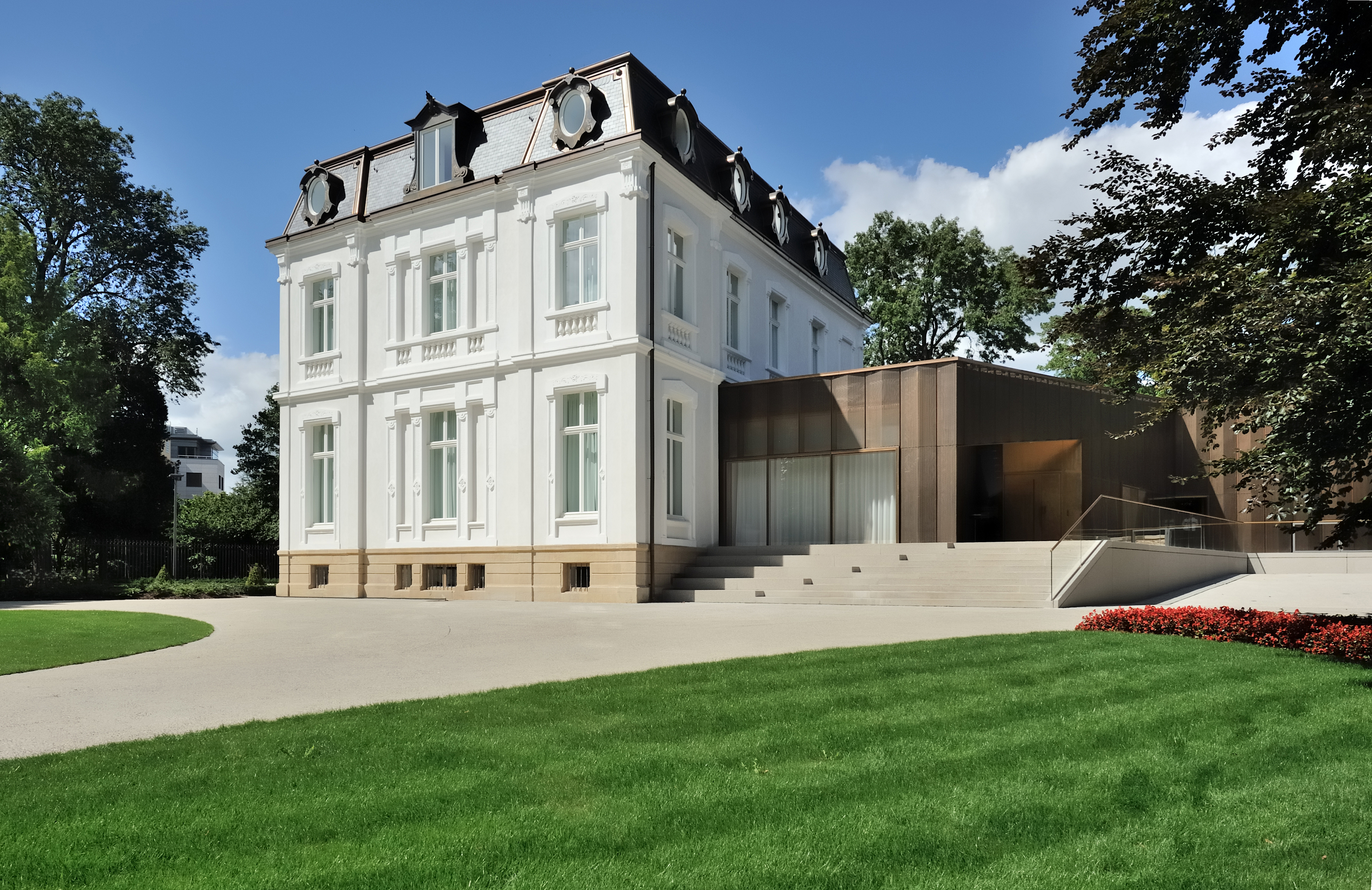
聖伯多祿和聖保祿教堂

沃邦莊園（Villa Vauban）是一座位於盧森堡盧森堡市的美術館，現在得到了翻新和擴建。沃邦莊園展示18和19世紀的繪畫美術品，展品來自私人收藏。

## 外部連結
- Official brochure[永久]

49°36′47″N 06°07′21″E / 49.61306°N 6.12250°E